# Modelatge (psicologia)
El modelatge és una tècnica, emprada en intervencions psicològiques, per adquirir noves respostes o conductes que es troben absents o presents d'una manera molt incipient. Es tracta d'afavorir el desenvolupament gradual d'una conducta mitjançant el fet de reforçar, repetidament, millores petites, o aproximacions a la conducta final (objectiu). Es tracta de reforçar la millora, no pas la perfecció.